# Ray (Dakota Północna)
Ray – miasto w Stanach Zjednoczonych, w stanie Dakota Północna, w hrabstwie Williams.